# Diadegma epinotiae
Diadegma epinotiae är en stekelart som beskrevs av Setsuya Momoi 1973. Diadegma epinotiae ingår i släktet Diadegma och familjen brokparasitsteklar. Inga underarter finns listade i Catalogue of Life.